# ریسک سیستمی
ریسک سیستمی (انگلیسی: Systemic risk) در دانش مالی، به معنای احتمال سقوط ناگهانی یک سیستم مالی می‌باشد. این ریسک می‌تواند منجر به بی‌ثباتی یا آشوب در بازارهای مالی گردد. موضوع مهم دیگر در بحث ریسک سیستمی، سرایت ریسک است؛ که به معنی احتمال گسترش تغییرات مهم اقتصادی در یک کشور، به کشورهای دیگر می‌باشد. سرایت به دو نوع سرایت طرف معامله و سرایت اطلاعات، طبقه‌بندی می‌شود. هر یک از انواع سرایت در بازار مالی مورد نظر، در نهایت به سمت ریسک سیستمی هدایت خواهد شد. بحران‌های بانکداری دهه‌های پیش و در رأس آن‌ها بحران مالی ۲۰۱۲–۲۰۰۷، سبب شد تا بحث ریسک سیستمی در بازارهای مالی، مورد توجه سیاست‌گذاران کلان اقتصادی، قرار گیرد.
ریسک فراگیر به احتمال از کارافتادگی در کل سیستم در اثر ایجاد شکست یا بحران در یک بخش یا قسمتی از بازار گفته می شود. این ریسک در اثر حرکت هم‌ زمان یا همبستگی بین بخش‌ های بازار ایجاد می‌شود؛ بنابراین ریسک فراگیر زمانی اتفاق می‌افتد که همبستگی بالایی بین ریسک‌ها و بحران‌های بخش‌های مختلف بازار وجود داشته باشد یا زمانی که ریسک‌های بخش‌های مختلف در یک بخش از بازار یا یک کشور با سایر بخش‌ها و کشورها مرتبط و همبسته باشد.
آچاریا و همکاران (۲۰۰۹) تعریف زیر را ارائه دادند:
«ریسک توزیع گسترده ورشکستگی و ناتوانی مؤسسات مالی یا یخ زدن بازارهای سرمایه که می‌تواند به‌طور قابل‌ملاحظه‌ای عرضه سرمایه به بخش واقعی اقتصاد را کاهش دهد».
ریسک فراگیر (سیستمی) احتمال سقوط در سیستم مالی است. این ریسک می‌تواند منجر به بی‌ثباتی یا آشوب در بازارهای مالی شود که در اثر وقوع حوادث و رویدادها یا شرایط غیرسیستماتیک در واسطه‌های مالی ایجاد یا برانگیخته و تشدید می‌شود.
ریسک فراگیر به احتمال از کارافتادگی در کل سیستم در اثر ایجاد شکست یا بحران در یک بخش یا قسمتی از بازار اطلاق می‌گردد. این ریسک در اثر حرکت هم‌زمان یا همبستگی بین بخش‌های بازار ایجاد می‌شود؛ بنابراین ریسک فراگیر زمانی اتفاق می‌افتد که همبستگی بالایی بین ریسک‌ها و بحران‌های بخش‌های مختلف بازار وجود داشته باشد یا زمانی که ریسک‌های بخش‌های مختلف در یک بخش از بازار یا یک کشور با سایر بخش‌ها و کشورها مرتبط و همبسته باشد.
عواملی که باعث می‌شود ریسک فراگیر تشدید شود عبارت‌اند از:
1. مفهوم اقتصادی مدل‌ها به‌خوبی درک نمی‌شود. ممکن است مدل اقتصادی هر شخصی صحیح و درست باشد ولی این حقیقت که تمام مدل‌ها از مبانی تئوریکی مشابهی استفاده می‌کنند و اینکه رابطه بین بازارهای مالی و اقتصاد به‌خوبی درک نشده، به تشدید شدن ریسک فراگیر منجر می‌شود.
2. ریسک‌های نقدینگی در مدل‌های ارزش‌گذاری مورد استفاده در معاملات بازارهای مالی به‌طور کامل در نظر گرفته نمی‌شود. ازآنجاکه تمام مدل‌های در این سناریو درگیر نمی‌شوند، تمام مشارکت‌کنندگان در یک بازار غیرنقدشونده با استفاده از این مدل‌ها با ریسک فراگیر مواجه می‌شوند.

تعاریف متفاوتی از ریسک فراگیر در سال‌های اخیر ارائه شده‌است، بانک مرکزی اروپا (ECB) ریسک فراگیر را به‌صورت ریسکی که، ناتوانی یک نهاد برای رسید به اهدافش در موعد مقرر باعث شود بقیه نهادها در این زمان نتوانند به اهدافشان برسند. این چنین شکستی باعث مشکلات نقدینگی و اعتباری معنی‌داری می‌شود و در نتیجه می‌تواند اعتبار یا پایداری بازار را تهدید کند.
بن برناک، کارشناس امور بانکی آمریکا، تعریف وسیع‌تری از ریسک فراگیر اراده می‌دهد، به این صورت که ریسک فراگیر، پیشرفت‌هایی است که نه‌تنها یک یا دو سازمان بلکه پایداری کل سیستم مالی و در نتیجه اقتصاد وسیع‌تر را تهدید می‌کند. بعد از تعریف مفهوم ریسک فراگیر باید ابزار اندازه‌گیری مناسب برای آن طراحی گردد، که علاوه بر تکنیک‌های پیچیده برای طراحی شاخص‌هایی که در مقابل بحران‌های سیستمی هشدار می‌دهند، به در دسترس بودن اطلاعات لازم به‌عنوان ورودی‌های شاخص نیز بستگی دارد. همچنین باید به ارتباط متقابل بین مؤسسات مالی نیز توجه شود.
اندازه‌گیری ریسک فراگیر را می‌توان به دو عنصر تفکیک نمود: اولی بر تشخیص شاخص‌های هشدار اولیه برای حباب دارایی‌ها و دومی به ارزیابی نقش مؤسسات انفرادی در ریسک فراگیر تمرکز دارد.
چنانچه شرکتی کلیدی در یک صنعت خاص دچار شکست شود، این شوک باعث ایجاد بحران در آن صنعت نیز خواهد شد. سرمایه‌گذاران با مشاهده این‌که یکی از شرکت‌های داخل مجموعه دچار بحران شده‌است، به‌منظور کاهش ضرر، تلاش خواهند کرد تا با فروش سهام شرکت‌های مشابه، سرمایه خود را حفظ کنند. اما اگر کل سیستم روند کاهشی در پیش بگیرد و دچار بحران شود، در این صورت سرمایه‌گذاران راهی برای فرار از ریسک فراگیر نخواهند داشت، تنها باید با آن کنار بیایند. حتی سبدهای با تنوع بالا نیز دچار ریسک متناظر با سقوط کل بازار خواهد شد. بحران مالی (۲۰۰۷–۲۰۰۸) باعث شد تحقیقات گسترده‌ای درزمینه ریسک فراگیر، چه در زمینه تعریف و چه در زمینه اندازه‌گیری و کنترل آن به عمل آید. به‌طور خاص، توجه بیشتر این تحقیقات، شناسایی نهادهای مالی است که در بروز ریسک فراگیر سهم بیشتری داشته‌اند. این نهادها، نهادهای مالی مهم سیستمی (SIFI) خوانده می‌شوند. انجمن ثبات مالی، SIFI را به این صورت تعریف می‌کند: «نهادهای مالی که به علت اندازه، پیچیدگی و ارتباطات متقابل سیستمی دچار آشفتگی شده و در معرض خطر قرارگرفته‌اند، باعث وقفه و شکست در کل سیستم مالی و فعالیت‌های اقتصادی می‌شوند». زمانی که این نهادها تهدیدی جدی برای سیستم به‌شمار آیند، ناظران و سیاست‌گذاران در سرتاسر جهان خواستار اعمال نظارت‌های سخت‌گیرانه‌تر، مانند الزامات سرمایه موردنیاز اضافی و محدودیت‌های نقدینگی برای این نهادها شده‌اند.
ارزش در معرض خطر (VaR) که نهادهای مالی از این اندازه ریسک بیشتر از بقیه استفاده می‌کنند، تنها بر روی ریسک یک نهاد به صورت مجزا تمرکز دارد و توانایی محاسبه ریسک فراگیر را ندارد. ارزش در معرض خطر شرطی (CoVaR) یکی از اندازه‌هایی که آدریان و برونرمیر(Adrian & Brunnermeier, CoVaR, 2011) برای محاسبه ریسک فراگیر معرفی کردند. چارچوب کلی CoVaR به توزیع شرطی متغیر تصادفی R_st، که بازده کل سیستم مالی را نشان می‌دهد، به شرط R_it، که بازده نهاد i را نشان می‌دهد، بستگی دارد. در حال حاضر دو تعریف متفاوت از CoVaR وجود دارد. در تعریف اصلی آدریان و برونرمیر (Adrian & Brunnermeier, CoVaR, 2011)، CoVaR به صورت توزیع شرطی R_st به شرط R_it=VaR_t^i، و در تعریف اصلاح شده گیراردی و آرگون (Girardi & Ergun, 2013) به‌صورت توزیع شرطی R_st به شرط R_it≤VaR_t^i، آورده شده‌است. تعریف قبلی ازCoVaR ارزش در معرض خطر سیستم را تحت شرط اینکه بازده نهاد i دقیقاً در سطح ارزش در معرض خطر خود باشد محاسبه می‌کند در حالی که در تعریف جدیدتر ارزش در معرض خطر سیستم را تحت شرط اینکه بازده نهاد i حداکثر در سطح ارزش در معرض خطر خود باشد، محاسبه می‌کند. این تعریف جدید از CoVaR برتریهایی نسبت به تعریف قبلی دارد، اولاً، برای نهاد i ناحیه خطر بیشتری در نظر می‌گیرد همچنین همان‌طور که ماینیک و اسکانینگ (Mainik & Schaanning, 2012) تحت شرط R_it≤VaR_t^i مزایای زیادی برای استقلال مدل وجود دارد، به صورت مشخص نشان دادند که تحت شرط R_it=VaR_t^i، ارزش در معرض خطر شرطی تابعی صعودی از پارامتر همبستگی نیست.